# (40444) Palacký
(40444) Palacký est un astéroïde de la ceinture principale.

## Description
(40444) Palacky est un astéroïde de la ceinture principale. Il fut découvert le 12 septembre 1999 à l'Observatoire d'Ondřejov par Marek Wolf et Petr Pravec. Il présente une orbite caractérisée par un demi-grand axe de 2,95 UA, une excentricité de 0,05 et une inclinaison de 1,4° par rapport à l'écliptique.

## Compléments